# Eleoscytalopus
Eleoscytalopus is een geslacht van zangvogels uit de familie tapaculo's (Rhinocryptidae).

## Soorten
Het geslacht kent de volgende soorten:
- Eleoscytalopus indigoticus  –  Witborsttapaculo
- Eleoscytalopus psychopompus  –  Bahiatapaculo